# West Ashton
West Ashton est une paroisse civile et un village du Wiltshire, en Angleterre.